# A-Jax (band)
A-JAX (hangul: 에이젝스) er et sydkoreansk boyband med 7 medlemmer dannet af DSP Media i 2012. De syv medlemmer er: Kim Hyeongkon, Seo Jaehyung, Moon Hyojun, Maeng Yunyoung, Park Sungmin, Ham Seungjin og Lee SeungYub

## Medlemmer
- Kim Hyeongkon, 3.12.1988
- Seo Jaehyung, 2.4.1990
- Moon Hyojun, 29.4.1991
- Maeng Yunyoung, 15.2.1993
- Park Sungmin, 31.5.1993
- Ham Seungjin, 5.10.1994
- Lee SeungYub, 24.10.1994

## Koreansk diskografi
Albums
- 2MYX (2012)
- Insane (2013)

Digital singles
- One 4 U (2012)
- Hot Game (2012)

## Japansk diskografi
Singles
- One 4 U (2012)
- Hot Game (2012)

## Musikvideoer
- Never let go
- One 4 U
- Hot Game
- One 4 U (japansk version)
- Hot game (japanske version)
- 2MYX
- Insane

## TV
- Making the star: DSP Boyz